# انصباب مفصلي

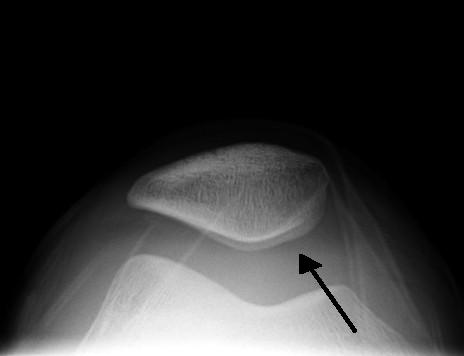
صورة توضح انصباب الركبة وكما مؤشر.

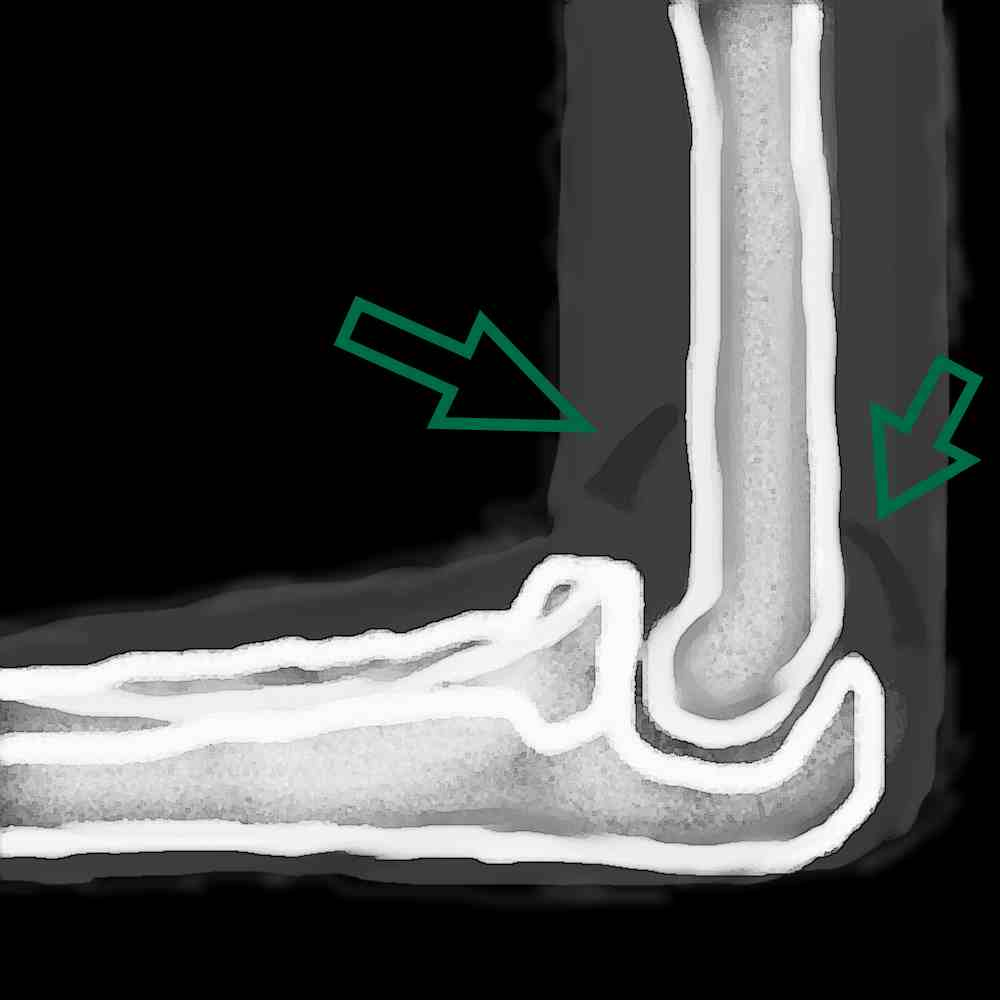
رسم يظهر علامة الشراع والتي تدل على انصباب.

الانصباب المفصلي (بالإنجليزية: Joint effusion) هو وجود زيادة في السوائل داخل المفصل. يمكن أن يُصيب الانصباب أي مفصل لكن غالبًا ما يُصيب الركبة (انصباب الركبة).

## التشخيص التفريقي
هنالك أسباب عدة للانصباب المفصلي، قد تكون إصابة أو عدوى أو التهاب أو أمراض دم.

### التهاب المفاصل الإنتاني
التهاب المفاصل الإنتاني هو وجود قيح في المفصل بسبب وجود عامل مسبب للعدوى، مما يتسبب بانصباب هائل بسبب الالتهاب.

### النقرس
يظهر النقرس مع هجمات متكررة لالتهاب مفصل التهابي. يحدث النقرس بسبب ارتفاع نسبة حمض اليوريك في الدم مما يؤدي إلى تبلوره وترسبه في المفاصل والأوتار والأنسجة المحيطة. يصيب النقرس 1٪ من الناس في المجتمعات الغربية في نفس الفترة من حياتهم.

### الصدمات
الإصابات أو الصدمات في الأربطة أو العظم أو الهلالة قد تسبب الانصباب. عادة ما تكون هذه الانصبابات دموية (تدمي المفصل).

## الطرق التشخيصية
طريقة تشخيص الانصباب تعتمد على المفصل المصاب. يعد بزل المفصل أهم طرق العلاج، لكنه صعب لبعض المفاصل مثل مفصل الورك. تستخدم الموجات فوق الصوتية لتحديد مدى الإصابة ولتوجيه عملية البزل.